# 4048 Samwestfall
4048 Samwestfall è un asteroide della fascia principale. Scoperto nel 1964, presenta un'orbita caratterizzata da un semiasse maggiore pari a 2,2358748 UA e da un'eccentricità di 0,1869233, inclinata di 3,21482° rispetto all'eclittica.